# Mega Man 7
Mega Man 7, conhecido no Japão como Rockman 7: Shukumei no Taiketsu! (ロックマン7 宿命の対決!, Rokkuman 7 Shukumei no Taiketsu!), é um jogo eletrônico de ação-plataforma desenvolvido e publicado pela Capcom. Foi lançado inicialmente em março de 1995 para Super Nintendo Entertainment System (SNES), e é o sétimo jogo da série Mega Man.
Começando seis meses após os eventos de Mega Man 6, o enredo envolve o protagonista Mega Man mais uma vez tentando parar o malvado Dr. Wily, que usa um novo conjunto de Robot Masters para se libertar do cativeiro e começar a causar estragos no mundo. Junto com a ajuda de seus velhos amigos, Mega Man se alia com os misteriosos par de robôs Bass e Treble, que mais tarde são revelados como aliados de Wily. Em termos de jogabilidade, Mega Man 7 segue o mesmo estilo de jogo de ação e de plataforma introduzido nos títulos para Nintendo Entertainment System (NES) da era 8 bits, mas atualiza os gráficos e sons da franquia para o hardware mais potente do SNES da era 16 bits.
De acordo com seus criadores, Mega Man 7 esteve em desenvolvimento apenas por um curto período de tempo antes de seu lançamento. Keiji Inafune transferiu suas funções para Hayato Kaji para este título. Mega Man 7 recebeu avaliações mistas a positivas da crítica. Embora muitos o descrevessem como um jogo competente por si só, a maioria dos revisores o considerou como bastante semelhante em comparação com os títulos anteriores da franquia ou inferior ao Mega Man X, lançado no SNES mais de um ano antes.